# LFG
LFG is een historisch Duits merk van luchtschepen, autowheels en motorfietsen.
LFG: LuftFahrzeug GmbH, Berlin, later Seddin bei Stolp in Pommern (1921-1925).
Duitse fabriek die aanvankelijk een aandrijfwiel met eigen 163,5cc-zijklepmotor bouwde (zoals het Autowheel). Dit wiel kon compleet naast een fiets gemonteerd worden en deze zodoende aandrijven. In 1924 bouwde LFG een complete motorfiets met een zeppelinachtige stroomlijn en een 305cc-tweetaktmotor.
De zeppelinachtige stroomlijn zal wel te maken hebben gehad met het feit dat het om een Luftfahrzeug-firma ging.